# یاکوولف یاک-۱۱۲
یاکوولف یاک-۱۱۲ (به انگلیسی: Yakovlev_Yak-112) یک هواگرد ملخ‌پیشین تک‌موتوره از نوع هواگرد آموزشی / Gider tug ساخت شرکت یاکوولف است. هواگرد یاک-۱۱۲ نخستین پروازش را در ۲۰ اکتبر ۱۹۹۲ میلادی انجام داد.
طراح این هواگرد، Vladimir Mitkin بود.